# Rabo-de-espinho-de-barriga-preta
O rabo-de-espinho-de-barriga-preta (nome científico: Discosura langsdorffi) é uma espécie sul-americana de beija-flor. A espécie pertence à tribo Lesbiini da subfamília Lesbiinae. Pode ser encontrada na Bolívia, Brasil, Colômbia, Equador, Peru e Venezuela.

## Taxonomia e sistemática
O rabo-de-espinho-de-barriga-preta foi brevemente colocado no gênero Gouldomyia,  depois fundido com o Popelairia. Desde o final de 1900, esse gênero foi fundido com o atual Discosura. Alguns autores fundiram Discosura em Lophornis, mas este tratamento não foi amplamente aceito. Duas subespécies são reconhecidas, a subespécie nominal D. l. langsdorffi (Temminck, 1821) e D. l. melanosternon (Gould, 1868).

## Descrição
O rabo-de-espinho-de-barriga-preta pesa cerca de 3,2 gramas. Os machos tem de 12 a 13,7 centímetros (4.7 a 5.4 polegadas) de comprimento e as fêmeas tem de 7,4 a 7,6 centímetros (2.9 a 3.0 polegadas). Adultos de ambos os sexos da subespécie nominal têm uma coroa verde esmeralda iridescente e partes superiores verdes acobreadas com uma faixa branca na parte dorsal. A gola do macho é verde esmeralda iridescente com uma faixa dourada acobreada abaixo dele. Seus flancos são verde-bronze e o resto das partes inferiores pretas. As penas internas da cauda são azul-aço e os três pares externos são cinza; todos têm hastes brancas. A cauda é profundamente bifurcada e as penas externas são muito estreitas, o que dá à espécie seu nome comum. A garganta da fêmea é branca com partes verdes e pretas e tem uma fina faixa branca na bochecha. Seu peito é verde com uma borda inferior acobreada; a barriga é preta com uma mancha branca no flanco. Sua cauda é curta, apenas ligeiramente bifurcada e azul-aço com bronze na base e pontas brancas. Os juvenis são semelhantes à fêmea adulta. A subespécie D. l. melanosternon é ligeiramente menor que a nominal; sua coroa é verde grama, o peito mais dourado e o resto das partes inferiores mais escuras.

## Distribuição e habitat
A subespécie nominal de rabo-de-espinho-de-barriga-preta é restrita ao litoral leste do Brasil, do sudeste da Bahia, passando pelo Espírito Santo até o leste do Rio de Janeiro. Já o D. l. melanosternon é encontrado na Amazônia, do sul da Venezuela, sudeste da Colômbia, leste do Equador e Peru, extremo norte da Bolívia e oeste do Brasil. Habita as bordas e o interior da floresta úmida de várzea geralmente em altitudes entre 100 e 300 metros. Na Amazônia é encontrado principalmente em floresta de terra firme, mas também ocorre na zona de transição entre terra firme e várzeas.

## Comportamento
Acredita-se que o rabo-de-espinho-de-barriga-preta seja sedentário. Se alimenta do néctar de uma grande variedade de árvores floridas e outras plantas. Forrageia principalmente do nível médio da floresta até o dossel. Também se alimenta de artrópodes, e uma fêmea foi observada aparentemente pegando insetos de uma teia de aranha. Se reproduz entre novembro e fevereiro no leste do Brasil e entre setembro e março na parte amazônica de sua área de distribuição. Faz um ninho de plantas decoradas com líquen na parte externa. Normalmente o coloca em um galho horizontal cerca de 10 a 35 metros acima do solo. A fêmea incuba a ninhada de dois ovos por cerca de 13 dias; os filhotes emplumam cerca de 20 dias após a eclosão. O beija-flor-rabo-de-espinho é principalmente silencioso. Ao alimentá-lo faz sons curtos descritos como "curto 'tsip' ou 'chip'." Suas asas fazem um zumbido de abelha ao pairar.

## Situação
A União Internacional para a Conservação da Natureza (UICN / IUCN) avaliou em sua Lista Vermelha o beija-flor-rabo-de-espinho como sendo de menor preocupação, embora seu tamanho populacional não seja conhecido e acredita-se que esteja diminuindo. Geralmente é considerado raro, mas pode ser subestimado devido ao fato de geralmente ficar no alto da floresta. Seu habitat está sob grave ameaça de desmatamento, e a espécie não se adapta bem a ambientes feitos pelo ser humano. Ocorre em algumas áreas protegidas. No Brasil, foi registrado em 2005 como criticamente em perigo na Lista de Espécies da Fauna Ameaçadas do Espírito Santo; em 2010 como criticamente em perigo na Lista de Espécies Ameaçadas de Extinção da Fauna do Estado de Minas Gerais; e em 2018, como pouco preocupante na Lista Vermelha do Livro Vermelho da Fauna Brasileira Ameaçada de Extinção do Instituto Chico Mendes de Conservação da Biodiversidade (ICMBio). Foi provisoriamente incluído no Livro Vermelho da Fauna Ameaçada de Extinção no Estado de São Paulo de 2014, mas então removido, pois sua inclusão baseava-se num único registro sem confirmação para o estado.